# Автобусный парк № 2 (Санкт-Петербург)
Автобусный парк № 2 — филиал СПб ГУП «Пассажиравтотранс». Обслуживает маршруты Василеостровского, Приморского, Выборгского, Петроградского, Калининского, Красногвардейского и Центрального районов Санкт-Петербурга. В парке насчитывается около 350 единиц подвижного состава.

## История
23 декабря 1934 года был введён в эксплуатацию новый автобусный парк на Земледельческой улице, укомплектованный автобусами ЗИС-8. На его территории помещались 250 машин. Парку были переданы на обслуживание пять маршрутов:
- № 5 площадь Льва Толстого — Завод имени Жданова
- № 7 площадь Ленина — село Павлово
- № 10 площадь Ленина — Кировский завод
- № 11 Гостиный двор — Шувалово
- № 12 Гостиный двор — Агалатово

В годы блокады Ленинграда парк был закрыт. С 1 октября 1948 года работа парка была возобновлена, сюда поступили 106 автобусов из автобусного парка № 1.
В 1955 году часть коллектива автобусного парка № 2 была направлена в Варшаву для обслуживания гостей 5-го международного фестиваля молодёжи и студентов.
5 декабря 1975 года у автобусного парка № 2 открылся филиал в посёлке Песочный на 130 машин. Первый рейс по маршруту № 75 совершил водитель В. Д. Раюк. В 2005 году филиал, не дожив несколько месяцев до своего 30-летия, был закрыт.
В 2014 году коллектив парка участвовал в транспортном обслуживании Зимних Олимпийских игр в Сочи, наряду с Первым и Колпинским автобусными парками. На линиях от 2-го автопарка работали автобусы ЛиАЗ-5292.30, которые после Олимпиады уехали обратно.
В июне 2018 года в автобусный парк № 2 на испытания впервые за 10 лет поступили автобусы средней вместимости — ПАЗ-320475-04 «Vector Next» и ЛиАЗ-4292.60. Их испытания завершились в декабре того же года.
в 2017, 2019 годах в парке проходил испытания китайский низкопольный автобус Golden Dragon XML6125CR, который по окончании испытаний был выкуплен и продолжает работать на маршрутах парка.
В 2015—2019 годах парком проводилась тестовая эксплуатация электробусов моделей Volgabus-5270E, КамАЗ-6282, БКМ E433 Vitovt Max Electro и Caetano e-City Gold CBN010E (без пассажиров). С января 2019 года в распоряжении парка находятся 10 электробусов в ONC-исполнении (с ночной зарядкой в парке) модели Volgabus-5270.E0, работающие на регулярной основе с 19 марта 2019 года на автобусном маршруте № 128 в рамках системы электробуса.